# Terrace Bay
Terrace Bay är en ort i Kanada.   Den ligger i provinsen Ontario, i den sydöstra delen av landet, 900 km väster om huvudstaden Ottawa. Terrace Bay ligger 271 meter över havet och antalet invånare är 1 471. Den ligger vid sjöarna  Ayah Lake Hays Lake och Twain Lake.
Terrängen runt Terrace Bay är platt åt sydost, men åt nordväst är den kuperad. Trakten är glest befolkad. Terrace Bay är det största samhället i trakten. 